# Міркув (Лодзинське воєводство)
Міркув (пол. Mirków) — село в Польщі, у гміні Верушув Верушовського повіту Лодзинського воєводства.
Населення — 769 осіб (2011).
У 1975-1998 роках село належало до Каліського воєводства.

## Демографія
Демографічна структура станом на 31 березня 2011 року:
|          | Загалом | Допрацездатний вік | Працездатний вік | Постпрацездатний вік |
| -------- | ------- | ------------------ | ---------------- | -------------------- |
| Чоловіки | 375     | 96                 | 246              | 33                   |
| Жінки    | 394     | 87                 | 221              | 86                   |
| Разом    | 769     | 183                | 467              | 119                  |